# Dzieciaki
Dzieciaki (ang. Kids) – amerykański dramat filmowy z 1995 roku w reżyserii Larry'ego Clarka.

## Opis fabuły
Kontrowersyjny film o życiu nowojorskich nastolatków, których życie upływa pod znakiem imprez, alkoholu, seksu i narkotyków. Głównym hobby jednego z nich jest seks z dziewicami. Pewnego dnia jedna z jego byłych partnerek zupełnie przypadkiem dowiaduje się, że po stosunku z Tellym została nosicielką wirusa HIV. Tymczasem chłopak ma zamiar wykorzystać inną, nic nie podejrzewającą dziewczynę.

## Obsada
- Leo Fitzpatrick jako Telly
- Chloë Sevigny jako Jennie
- Justin Pierce jako Casper
- Rosario Dawson jako Ruby
- Michele Lockwood jako Kim
- Jon Abrahams jako Steven

## Nagrody i nominacje
48. MFF w Cannes (1995)
- Udział w konkursie głównym o Złotą Palmę

Film Independent 1996
- Independent Spirit za najlepszy debiut aktorski – Justin Pierce
- Independent Spirit za najlepszy debiut scenariuszowy – Harmony Korine (nominacja)
- Independent Spirit za najlepszy film debiutancki – Cary Woods, Larry Clark